# 川崎市立久本小学校
川崎市立久本小学校（かわさきしりつ ひさもとしょうがっこう）は、神奈川県川崎市高津区久本3丁目にある公立小学校。

## 概要
- 本校は、高津小学校の児童数増加により、学区の一部を分離して開校した[2]。

## 沿革
出典
- 1955年（昭和30年） - 高津小学校から分離独立し、開校。
- 1969年（昭和44年） - 坂戸小学校、上作延小学校が分離独立し開校。学校前に歩道橋ができた。
- 1984年（昭和59年） - 新校舎完成。旧校舎である木造校舎は取り壊されたが、「まがたま池」周辺は、そのまま残された。
- 1998年（平成10年） - PTAの努力により「子ども110番」が設置された。
- 2005年（平成17年） - 創立50周年を迎えた。
- 2015年（平成27年） - 創立60周年を迎えた。

## 教育目標
- 明日も行きたくなる学校
- 自分をつくる子
- かかわりあう子
- 住む町を大切にする子

## 通学区域
出典
- 高津区
  - 坂戸1丁目（1番3号～1番10号、6番1号、6番2号、6番31号以降）
  - 下作延2丁目（1番～30番、31番1号、31番5号、31番7号、31番10号、31番12号、31番15号、31番17号、31番33号、31番48号～31番51号、31番54号、31番55号）
  - 久本1丁目（全域）
  - 久本2丁目（全域）
  - 久本3丁目（1番～10番1号、10番4号～10番11号、10番13号～10番終り、11番～16番）
  - 溝口1丁目（1番～22番23号）
  - 溝口3丁目（1番～3番）

## 進学先中学校
公立中学校に進学する場合
- 川崎市立高津中学校[4]

## 周辺
- 川崎市立高津中学校 - 主な進学先かつ、同一敷地内。なお、本校所在住所は「3丁目11番3号」で、中学校所在住所は「3丁目11番2号」である。
- 川崎市立高津高等学校 - 同一敷地内。なお、本校所在住所は「3丁目11番3号」で、高校所在住所は「3丁目11番1号」である。
- 川崎市立中央支援学校
- 南武沿線道路
- JR東日本南武線 - 線路はすぐ近くを通るが、武蔵溝ノ口駅は少し離れている。
- 以下の施設はJR南武線をはさんだ場所に位置する。
  - 学校法人洗足学園
  - 洗足学園音楽大学
  - 洗足こども短期大学
  - 洗足学園小学校
  - 洗足学園中学校・高等学校

## アクセス
- 東急バス（一般路線バス・高速新横溝口線[5]）・川崎市営バス「高津高校前」バス停から、徒歩約215m・約3～4分。
- JR東日本南武線武蔵溝ノ口駅から、徒歩約820m・約13分。
- 東急電鉄田園都市線・大井町線溝の口駅（東口）から、徒歩約860m・約13分。